# Wiccaning
Wiccaning bądź Paganing – wiccański rytuał analogiczny do chrześcijańskiego chrztu dzieci. Głównym wydarzeniem ceremonii jest przedstawienie dziecka Bogu, oraz Bogini. Zazwyczaj odbywa się to poprzez podniesienie dziecka w stronę nieba przez matkę, najwyższego kapłana, bądź najwyższą kapłankę. Innymi czynnościami wykonywanymi podczas wiccańskiego chrztu mogą być także pokropienie czoła dziecka wodą, bądź przeniesienie go nad ogniem. Zgodnie z wiccańską zasadą podkreślającą rolę wolnej woli, dziecko nie jest przymuszane do wybrania wiary swoich rodziców, gdy dorośnie. Podobne rytuały jak wiccaning funkcjonują również w wielu innych religiach neopogańskich, ale często pod innymi nazwami.